# Serra do Penitente
Serra do Penitente é uma região de cadeias montanhosas que abrange parte dos municípios de Balsas, Tasso Fragoso e Alto Parnaíba no sul do Maranhão. A região destaca-se por sua relevância agrícola, concentrando três municípios dos quatros maiores produtores agrícolas do Maranhão.
Considerada a maior produtora de algodão do Maranhão, a Serra do Penitente  responde por 60% da produção estadual, com aproximadamente 16.600 hectares dedicados ao cultivo de algodão safra (plantio em dezembro). Também é uma das principais regiões no cultivo de milho e soja. Seu intenso fluxo logístico tem uma média de 200 caminhões trafegando diariamente pela estrada de acesso. Um dos trechos mais conhecidos, a subida apelidada de "Adeus Mamãe", é famosa pelo alto índice de acidentes e fatalidades, sendo reconhecida como uma das vias mais perigosas do sul maranhense.